# Liebe in der Stadt

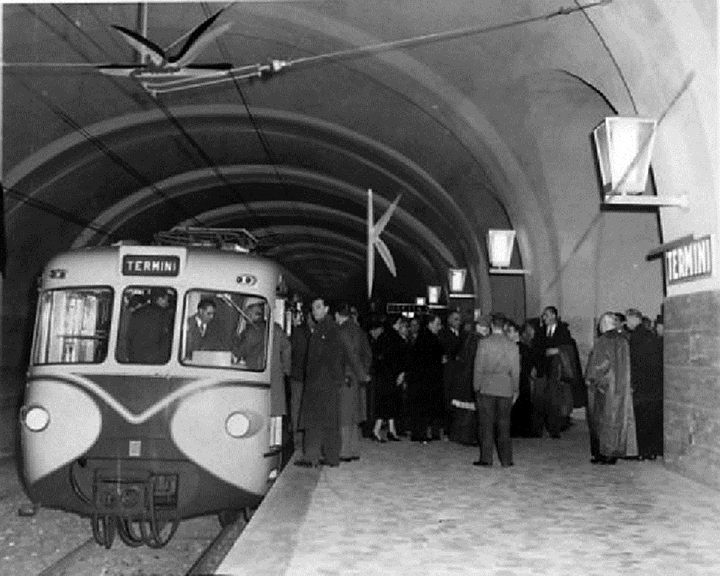
Öffentliche Verkehrsmittel der Stadt Rom kommen in den Kurzfilmen vor.

Liebe in der Stadt (italienisch L’amore in città) ist eine Kurzfilmsammlung aus dem Jahr 1953 und gehört zu den Gründungsfilmen des cinéma vérité. Jeder der sechs Filme wurde mit einem anderen Drehbuchautor sowie Regisseur gedreht und eigens für das Projekt gefilmt. Jeder von ihnen soll auf seine Weise zeigen, wie die Liebe in der Ewigen Stadt gefunden, verloren, verkauft bzw. genährt wird.

## Die sechs Kurzfilme

### Bezahlte Liebe
In dieser Episode beschäftigt sich Regisseur Lizzani dem Thema Prostitution, das auch in späteren Filmen von ihm eine Rolle spielt. Der Kurzfilm (11 Minuten) kam erst zwei Jahre nach seinem ersten Film als Regisseur, dem Kriegsdrama Achtung! Banditi! (1951), als Episode von Liebe in der Stadt in die Kinos.
Ein unsichtbarer Mann spricht mit Straßenmädchen über die Prostitution in Rom. Der Film zeigt dunkle und schattige Straßen und lässt die Befragten erklären, wie sie auf dem Strich gelandet sind und warum sie dort bleiben. Themen wie Verführung, Verrat und Verlassenheit sind von zentraler Bedeutung. Sucht wird nur beiläufig erwähnt, und zwar mit Hinweis auf den exzessiven Kaffeekonsum einer der Sexarbeiterinnen. Eine Frau offenbart ihre Jugend und Naivität auf berührende Weise, indem sie eine riesige Marie-Antoinette-Puppe herzeigt, die sie mit ihrer Bezahlung gekauft hat. Ebenso erklärt sie, dass sie in ihrer Freizeit Micky-Mouse-Comics liest.

### Selbstmordversuch
Michelangelo Antonionis Kurzfilm Tentato suicidio (22 Minuten) untersucht und dokumentiert die Umstände, die Menschen zu Selbstmordversuchen treiben. Auch in diesem Film stehen Frauen im Mittelpunkt, deren Unglück auf eine gescheiterte Liebe zurückzuführen ist. Aufnahmen von einer Gruppe von Menschen, die Selbstmordversuche unternommen haben, werden im Film vor riesigen Papierbögen inszeniert. Die Aufnahmen verstärken das Gefühl der Entfremdung und lassen einige Aspekte von Antonionis späterem Werk erahnen.

### Paradies für drei Stunden
Dino Risi beschreibt in seiner Episode (11 Minuten) das Umfeld von Tanzlokalen in den Vorstädten, die sonntags von 15 bis 18 Uhr von jungen Leuten besucht werden. Für viele Teilnehmer gilt dieser Zeitabschnitt der Woche als „paradiesisch“: Hausangestellte in Gesellschaft von Soldaten und tanzverrückten jungen Männern erholen sich von ihren Pflichten. Verschiedene zeitgenössische Tanzstile werden durchgeführt (etwa Tango oder Boogie Woogie). Eine Rolle spielt hier die Schauspielerin Luisella Boni.

### Ehevermittlungsdienst
Die Episode von Federico Fellini (Agenzia Matrimomiale, 16 Minuten) entstand nach einem Drehbuch, zu dem auch Tullio Pinelli als Autor beigetragen hatte. Sie wirkt wie eine Untersuchung über Heiratsagenturen, in der Antonio Cifariello – einer der wenigen Berufsschauspieler im gesamten Film – die Hauptrolle eines jungen Journalisten spielt. Er bekommt den Auftrag, einen Film über Vermittlungsagenturen im Dokumentarstil zu erarbeiten. Die Atmosphäre des Büros nimmt eine traumhafte Qualität an: es befindet sich in einem verwirrenden Labyrinth, in dem Dutzende von Familien eng aneinander gedrängt leben und kaum eine Privatsphäre haben. Er spricht vor und erfindet eine absurde Geschichte über einen wohlhabenden, mondsüchtigen Freund, der eine Frau sucht, die bereit ist, seine Eigenart – er verwandelt sich bei Vollmond in einen Werwolf – zu tolerieren. Erstaunlicherweise wird eine potentielle Braut gefunden, und er fährt mit ihr an den Stadtrand von Rom, wo er ihr seine lächerliche Geschichte wiederholt. Doch hat der unerfahrene Reporter die tiefernste Kluft unterschätzt, die das reiche Bürgertum vom Landvolk trennt. Das lispelnde Mädchen vom Land, das sich für den Fall gemeldet hat, erzählt, dass die Heirat mit einem psychisch Kranken im Vergleich zu ihrem jetzigen erbärmlichen Zustand wünschenswert wäre. Sie beschämt den Reporter durch ihr Vertrauen in ihn.

### Geschichte der Katarina
Die Episode Storia di Caterina (27 Minuten) stammt von Francesco Maselli und Cesare Zavattini. Eine mittellose Mutter setzt ihren Sohn aus, um ihn am nächsten Tag reumütig von den Nonnen zurückzuholen, die das Kind von der Straße gerettet haben. Die Rolle der Caterina wird von der Mutter des Jungen im wirklichen Leben, Caterina Rigoglioso, gespielt. Storia di Caterina ist der konventionellste der sechs Kurzfilme; seine Ursprünge sind eindeutig in der literarischen Tradition des Verismo des 19. Jahrhunderts zu sehen. Der Film will das Mitleid des Publikums wecken. Als sie ihre Meinung ändert und versucht, den Sohn zurückzuholen, geht die Mutter vor Gericht, während sie in der Presse als „unnatürliche Mutter“ gebrandmarkt wird.

### Italiener schauen
Der Film Gli italiani si voltano von Alberto Lattuada (14 Minuten) spielt mit der Perspektive der „versteckten Kamera“ in den Straßen Roms; überwiegend werden die Reaktionen von Männern gezeigt, die auf vorübergehende schöne Mädchen reagieren. Die Männer reagieren teilweise ordinär, teilweise fasziniert und folgen den Frauen sogar. Ein Autofahrer verliert die Kontrolle über sein Auto und kollidiert mit einem anderen. Lattuadas Film mag für ein heutiges Publikum unangenehm sein, aber er erinnert an ein Italien des Hinternkneifens und der Buhrufe.

## Würdigung
Die Filmanthologie galt als gewagt und mutig, weil viele Tabus darin gebrochen wurden. Die Reflexionen von Prostituierten werden ernst genommen, Obdachlose nüchtern geschildert, und es kommt das Elend der angeblich modernen Vorstadt deutlich zum Ausdruck. Die noch häufigen Kriegsschäden in Rom fallen auf, noch acht Jahre nach Kriegsende. Vor allem Zavattinis Film zeigt ein Rom, dessen Bausubstanz und Wirtschaft noch weitgehend zerstört sind. Die Bevölkerung Roms haust in ärmlichen, beengten Unterkünften.
Die Filme verwendeten beliebte Mittel der Neorealisten: Laienschauspieler, die ohne „professionelle“ Veränderung oder Schulung sprechen. Er wurde vor Ort gedreht, nicht im Studio. Gezeigt werden unerwartete, bislang unbekannte und daher faszinierende Aspekte des Alltags in Rom. Von Hollywood-Glamour ist in den Filmen keine Spur. Die Kurzfilmsammlung ist auch bemerkenswert, weil er Frauen in Problemlagen in den Vordergrund stellt. Sogar die Katarina, die ein Kind verlassen hat, gewinnt Verständnis und Sympathie.